# André Théard
Valéry André Théard (ur. 28 czerwca 1905 w Port-au-Prince, zm. 25 czerwca 2003 tamże) – haitański lekkoatleta i polityk, olimpijczyk.

## Kariera sportowa
Trzykrotny olimpijczyk (IO 1924, IO 1928, IO 1932). Podczas pierwszego olimpijskiego startu wystąpił w eliminacjach biegów na 100 m i 200 m. W pierwszej z wymienionych konkurencji zajął trzecie miejsce w biegu eliminacyjnym (11,2) i odpadł z dalszej części zawodów. Na dwukrotnie dłuższym dystansie wygrał swój bieg eliminacyjny (23,6) i awansował do ćwierćfinału, w którym zajął czwartą pozycję i nie dostał się do półfinału. W tych samych konkurencjach wystąpił na igrzyskach cztery lata później. Odpadł w biegu eliminacyjnym na 200 m (3. miejsce). W pierwszej fazie zawodów na 100 m zajął drugie miejsce, awansując ponownie do ćwierćfinału. W nim osiągnął trzecie miejsce (szacowany czas biegu Haitańczyka to 10,9), przegrywając minimalnie z Jackiem Londonem i tracąc szanse na awans do półfinału. Wystąpił także na igrzyskach w Los Angeles. Tam wystartował tylko na dystansie 100 m, w którym odpadł w biegu eliminacyjnym z czasem 11,4 (czwarte miejsce). Był na liście startowej biegu na 200 m, jednak ostatecznie w zawodach nie wystartował.
W latach 1927–1928 zdobył złote medale w biegu na 100 m podczas letnich mistrzostw świata studentów (zawody będące prekursorem uniwersjady). W biegach finałowych uzyskał czas 10,6. W 1925 roku został wicemistrzem Wielkiej Brytanii (AAA) w biegu na 100 jardów, przegrywając wyłącznie z Lorenem Murchisonem.
Rekordy życiowe: bieg na 100 m – 10,5 (1926), bieg na 200 m – 22,0 (1926).

## Poza sportem
Rozwinął również karierę polityczną. Za rządów dyktatora François Duvaliera (1957–1971) był m.in.: ambasadorem Haiti w Waszyngtonie, ministrem finansów (od listopada 1958 roku do grudnia 1959 roku), a także sekretarzem stanu do spraw rolnictwa, zasobów naturalnych i rozwoju obszarów wiejskich. W administracji Jean-Claude’a Duvaliera był m.in. dyrektorem do spraw turystyki.
W 1996 roku została wydana książka autorstwa Pascala Médana pt. „Sylvio Cator et André Théard, gouverneurs de la cendrée (1924-1932)”, opisująca życiorysy Théarda i Sylvio Catora – wicemistrza olimpijskiego z 1928 roku.